# Fernando da Costa Leal
Fernando da Costa Leal (Margao India Portuguesa, 15 de octubre de 1846 - Goa, India, 4 de abril de 1910) fue un geólogo, escritor, poeta, militar, botánico y diplomático portugués

## Biografía
En el ejército, prestó servicio en Angola y Mozambique, habiendo iniciando su carrera militar en el destacamento militar de la India Portuguesa.
Fue mandado como secretario en misión diplomática a Transvaal, en 1870, escribe su :"Relatorio da viagem feita do interior da República do Transvaal para o porto de Lourenco Marques, por Fernando da Costa Leal, Alferes e secretario da Comissao Diplomática ao Transvaal, em 1870", en el que este explorador portugués describe la zona y las formaciones geológicas y botánicas con las que se encuentra al Sur de Angola , la parte Norte de Namibia y Sudáfrica. Describe por primera vez al denominado Árbol botella, Pachypodium lealii al que se ha puesto su apellido como reconocimiento a su descubrimiento.
En 1874 viajó a Portugal continental y posteriormente volvió a la India con el grado de coronel

## Obra poética
- Reflexos e Penumbras (1879)
- Relâmpagos (1888)

## Otras obras
- Palmadas na Pança de John Bull (1884)
- "Relatorio acerca da Administracao Geral dos Campos Nacionaes de Assolna, Velim, Ambelim, Talvorda, Nuem e Ragibaga relativo a 1897"
- Relatorio da viagem feita do interior da Republica do Transvaal para o porto de Lourenco Marques by "Fernando da Costa Leal, Alferes e secretario da Comissao Diplomatica ao Transvaal, em 1870"

## Eponimia
Especies
- (Apocynaceae) Pachypodium lealii Welw.[1]
- (Begoniaceae) Begonia lealii Brade[2]
- (Rutaceae) Pilocarpus lealii Machado[3]